# دانيال كولينز (راكب الكنو)
دانيال كولينز (بالإنجليزية: Daniel Collins)‏ هو راكب الكنو أسترالي، ولد في 7 أكتوبر 1970 في سيدني في أستراليا.

## وصلات خارجية
- دانييل كولينز على موقع أوليمبيديا (الإنجليزية)
- دانييل كولينز على موقع اللجنة الأولمبية الأسترالية (الإنجليزية)